# Maida Vale
Maida Vale – bogata dzielnica mieszkalna w Londynie, znajdująca się na terenie gminy Westminster. Leży 6,7 km na zachód od centrum Londynu. Obejmuje północną część Paddington, zachodnią część St. John's Wood oraz południową część Kilburn. Nazwa pochodzi od nazwy pubu, który znajdował się przy ul. Edgware Road w pobliżu Regent's Canal,  Bohater z Maidy. Pub nazwano na cześć generała Sir Johna Stuarta, który po zwycięskiej bitwie pod Maidą w 1806 roku otrzymał tytuł Hrabiego Maidy od króla Ferdynanda IV. W 2011 roku dzielnica liczyła 10 210 mieszkańców.
Na obszarze Maida Vale znajdują się Maida Vale Studios BBC.

## Geografia
Południową granicę Maida Vale stanowią Maida Avenue oraz Regent's Canal, północno-wschodnią Maida Vale Road, północno-zachodnią Kilburn Park Road oraz Shirland Road i Blomfield Road południowo-zachodnią - jest to obszar około 1 kilometra kwadratowego. Maida Vale ma kod pocztowy W9. Południowa część Maida Vale nosi nazwę Little Venice (Mała Wenecja). Podobno nazwę tę utworzył poeta, Robert Browning, który mieszkał w Maida Vale w latach 1862 to 1887.

## Stacje metra
- Maida Vale - otwarta 6 czerwca 1915 roku na linii Bakerloo
- Warwick Avenue, też na linii Bakerloo